# Epilachninae
Gli Epilachninae Mulsant, 1850, sono una sottofamiglia di insetti dell'ordine dei Coleotteri (famiglia Coccinellidae). La caratteristica principale di questo raggruppamento è che comprende i coccinellidi a regime alimentare fitofago.

## Descrizione
Gli Epilachninae presentano dimensioni medie, corpo convesso e colori generalmente vistosi. Per la livrea possono essere confusi con la sottofamiglia dei Coccinellinae, ma da questi si distinguono facilmente sia per la peluria che ricopre il dorso del protorace e delle elitre, sia per l'etologia, in quanto si tratta di insetti fillofagi.
Gli adulti in genere stazionano sulla pagina superiore delle foglie mentre le larve si trovano in quella inferiore. Alcune specie possono essere responsabili di danni economici di una certa rilevanza, causando defogliazioni a carico di piante ortive (solanacee, cucurbitacee, ortaggi da foglia, ecc.). Sono diffuse prevalentemente nella regione neotropicale.

## Sistematica
La sottofamiglia si suddivide in quattro tribù di cui la più rappresentativa è quella degli Epilachnini, comprendente anche le specie più conosciute.
- Tribù Epilachnini. Generi:
  - Adira
  - Afidenta
  - Afidentula
  - Afissula
  - Afilachna
  - Chnootriba
  - Epilachna
  - Henosepilachna
  - Macrolasia
  - Subafissa
  - Subcoccinella
  - Toxotoma
- Tribù Epivertini. Generi:
  - Epiverta
- Tribù Eremochilini. Generi:
  - Eremochilus
- Tribù Madaini. Generi:
  - Cynegetis
  - Damatula
  - Lorma
  - Mada
  - Malata
  - Megatela
  - Merma
  - Pseudodira
  - Tropha